# Fourth Street Live!

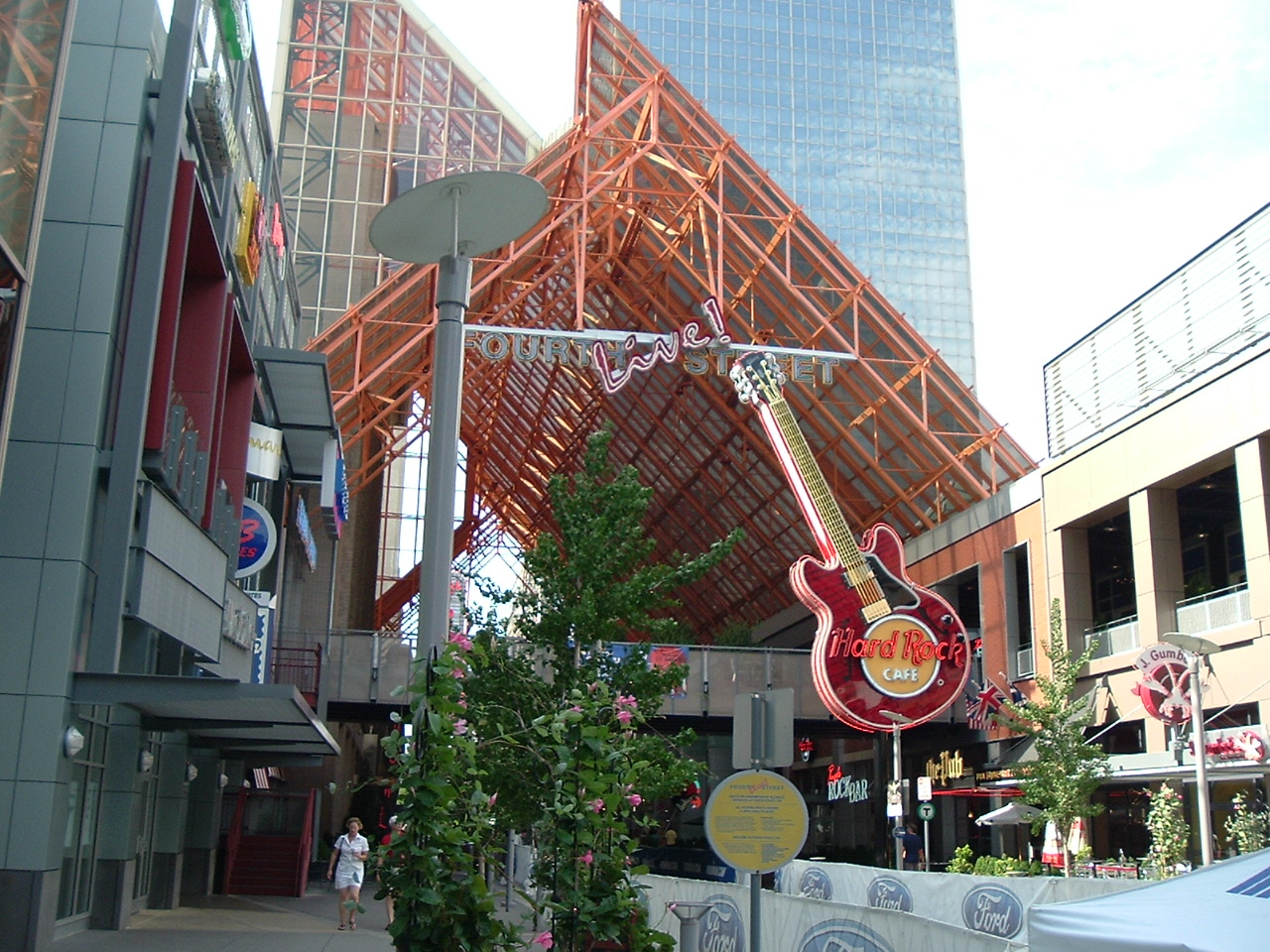
Le Fourth Street Live!

Le Fourth Street Live! est un complexe commercial et de loisirs situé sur la quatrième rue (4th Street) entre les boulevards Liberty et Muhammad Ali dans le quartier de Downtown Louisville à Louisville dans l'État du Kentucky (États-Unis).
Géré et développé par la Cordish Company, il fut dessiné par le bureau d'architectes Bravura Corporation. Le complexe Fourth Street Live! ouvrit ses portes au public le premier juin 2004 mais l'ouverture officielle se déroula le 30 octobre 2004.
Un des buts de ce bâtiment était d'attirer des commerces, des touristes et des habitants pour revitaliser le quartier de Downtown Louisville qui avait perdu une part importante de sa population et qui était juste devenu un centre d'affaires sans animation après les heures de bureau.
Le complexe abrite entre autres un Hard Rock Cafe, des restaurants comme Wendy's, et Subway, un bowling, des bars et des nightclubs. Des magasins de mode et de téléphonie se sont aussi implantés. Divers concerts et évènements prennent également place dans le complexe.
Depuis 2007, le complexe abrite un centre d'information pour les touristes qui met en avant des icônes pour la ville : Le bourbon et le Colonel Harland Sanders qui fonda la chaîne de restauration Kentucky Fried Chicken.

## Histoire
Le Fourth Street Live! fut imaginé au départ en tant que projet de revitalisation de l'ancienne Louisville Galleria qui n’avait pas été un succès depuis sa construction en 1980 alors que son but visait aussi à rendre le quartier plus attractif. Le Galleria avait été construite à la place d'un ancien complexe commercial de 1973 dénommé River City Mall. Il s’agissait du complexe commercial le plus important du quartier,.

### Controverse
Des clubs du Fourth Street Live! ont été le théâtre de controverses par rapport à leur politique d’entrée. Le 4 août 2006, un juge a forcé deux clubs à publier leurs règlements sur la tenue vestimentaire à avoir pour rentrer chez eux et de l’appliquer de la même façon aux blancs et aux noirs. Deux afro-américains auraient en effet vu leur accès refusé pour raison de tenue vestimentaire non réglementaire. Ceux-ci se sont alors plaints en justice en affirmant que la vraie raison était raciale. Aucune charge ne fut portée sur les clubs, mais ils durent publier un code vestimentaire précis pour éviter tout refus polémique à l'avenir.